# Cixius capillata
Cixius capillata är en insektsart som beskrevs av Tsaur 1991. Cixius capillata ingår i släktet Cixius och familjen kilstritar. Inga underarter finns listade i Catalogue of Life.